# Olbramovice (district de Znojmo)
Pour les articles homonymes, voir Olbramovice.
Olbramovice (en allemand : Wolframitz) est une commune du district de Znojmo, dans la région de Moravie-du-Sud, en Tchéquie. Sa population s'élevait à 1 149 habitants en 2020.

## Géographie
Olbramovice se trouve à 10 km au sud-est de Moravský Krumlov, à 28 km au sud-sud-ouest de Brno, à 30 km au nord-est de Znojmo et à 187 km au sud-est de Prague.
La commune est limitée par Moravský Krumlov et Vedrovice au nord, par Kubšice et Šumice à l'est, par Branišovice au sud-est, par Trnové Pole au sud, par Našiměřice au sud-ouest, et par Bohutice et Lesonice à l'ouest.

## Histoire
La première mention écrite de la localité date de 1253.

## Transports
Par la route, Olbramovice se trouve à 11 km de Moravský Krumlov, à 34,5 km de Znojmo, à 40,5 km de Brno et à 224 km de Prague.

## Personnalités
- Erhard Raus (1889-1956), militaire autrichien, est né à Olbramovice.